# Santiago Camacho
Santiago Camacho Hidalgo (Madrid, 2 de septiembre de 1965) es un periodista y escritor español. Sus trabajos se centran sobre todo en temas relacionados con las teorías de conspiraciones, y ha trabajado en medios radiofónicos como Radio Nacional de España y Cadena Ser, y en varias publicaciones como Generación XXI, Año/Cero, Enigmas y Más Allá.

## Biografía
Empezó trabajando en la revista Enigmas con Fernando Jiménez del Oso, donde comenzó a interesarse por esos temas. Fundó y fue el primer director de Akasico.com, el primer portal temático en español dedicado a lo paranormal.  Participó en el programa de radio Milenio 3 (en la Cadena Ser) dirigido por Iker Jiménez hasta el fin de su emisión en 2015, y trabajó como redactor en su programa de televisión hermano Cuarto Milenio, emitido en la cadena Cuatro hasta el final de la temporada 2017/2018 en la que anunció su salida del programa.
Ha sido el autor de varios libros y artículos, entre los que destacan Las cloacas del imperio (2004), Biografía no autorizada del Vaticano (2005), 20 grandes conspiraciones de la historia (2005), Historia oculta del Satanismo (2007), Chernóbil. 25 años después (2011) y La Troika y los 40 ladrones (2012)
Actualmente dirige y presenta el podcast Días Extraños, que fue galardonado en 2019 como el mejor podcast del público por ASESPOD.

### Carrera musical
En 2020 publicó su primer disco DEX, en el que recopilaba los temas musicales creados por él para el podcast Días Extraños.